# Live in Paris and Toronto
Live in Paris and Toronto è un doppio album dell'artista canadese Loreena McKennitt. Venne registrato dal vivo durante la tournée mondiale di The Book of Secrets che, nella primavera del 1998, portò in tre mesi la cantautrice tra Europa e Nord America. Le registrazioni avvennero in due occasioni: il 19 aprile 1998 alla Salle Pleyel a Parigi e il 3 maggio 1998 alla Massey Hall a Toronto.
Nell'estate di quell'anno la McKennitt venne colpita dal grave lutto della perdita del fidanzato. L'album è dedicato alla sua memoria e i ricavi delle vendite vennero donati al Cook-Rees Memorial Fund For Water Search And Safety. Il libretto si conclude con il solliloquio finale che Prospero pronuncia al termine dell'omonima opera shakespeariana.

## Tracce
Disco uno
1. Prologue – 4:59
2. The Mummers' Dance - 4:01
3. Skellig - 5:24
4. Marco Polo - 4:52
5. The Highwayman - 9:29
6. La Serenissima - 5:54
7. Night Ride Across the Caucasus - 6:22
8. Dante's Prayer  5:24

Disco due
1. The Mystic's Dream - 6:29
2. Santiago - 6:19
3. Bonny Portmore - 3:50
4. Between the Shadows - 4:30
5. The Lady of Shalott - 9:19
6. The Bonny Swans - 7:05
7. The Old Ways - 5:36
8. All Souls Night - 4:46
9. Cymbeline - 6:27